# Favourites Film Festival Berlin

Logo des Festivals

Das Favourites Film Festival Berlin (kurz: FFFBerlin) war ein internationales Filmfestival, das von 2011 bis 2022 jährlich in Berlin stattfand. Gezeigt wurden Filme aller Längen, Gattungen und Genres, die zuvor einen Publikumspreis auf einem internationalen Festival gewonnen hatten.
2013 fand die 3. Auflage vom 21. bis 25. August in der Kulturfabrik Moabit statt. Außerdem gab es 2013 erstmals auch ein Favourites Film Festival in Bremen (20.–23. Juni).
Alle Preise des Festivals werden durch das Publikum vergeben. Neben klassischen Stimmzettelwahlen gibt es Formen der spielerischen Live-Abstimmung im Rahmen der „Favourite Shorts Night“. Beim FFF fanden Nischenfilme, Filme aus Ländern jenseits von Deutschland, den USA oder Frankreich, Dokumentarfilme oder auch Kurzfilme, die die regulären Kinos nur selten erreichen, ihren Weg zum Publikum.

## Filmprogramm 2011
FFFGewinner: Cirkus Columbia, Spielfilm 113 Min., Bosnien & Herzegowina/Frankreich/GB/Dtl/Slowenien/Belgien 2010 / El Empleo, Animationsfilm 6:20 Min., Argentinien 2008
| Film                                                                  | Regie                  | Publikumspreis                                                            |
| --------------------------------------------------------------------- | ---------------------- | ------------------------------------------------------------------------- |
| Garagouz                                                              | Abdenour Zahzah        | Festival Tous Courts 2010, Frankreich                                     |
| Los colores de la montana                                             | Carlos César Arbeláez  | Ronda International Film Festival 2010, Spanien                           |
| Das Schiff des Torjägers                                              | Heidi Specogna         | Duisburger Filmwoche 2010, Deutschland                                    |
| Wich Way Home                                                         | Rebecca Cammisa        | Cine Las Americas Film Festival 2010, Texas                               |
| Eva Y Lola                                                            | Sabrina Farji          | Internationales Filmfestival Mannheim-Heidelberg 2010, Deutschland        |
| Iki Bulut Arasinda                                                    | Zayne Akyol            | Festival Vidéastes recherché-es 2010, Kanada                              |
| Philipp                                                               | Fabian Möhrke          | Festival Premiers Plans d’Angers 2011, Frankreich                         |
| The Bridge                                                            | Philipp Wolter         | Sonoma International Film Festival 2011, Kalifornien                      |
| Fröken Märkvärdig & Karriären                                         | Joanna Rubin Dranger   | Uppsala International Short Film Festival 2010, Schweden                  |
| Les Mains en l’air                                                    | Romain Goupil          | Französische Filmtage Tübingen-Stuttgart 2010, Deutschland                |
| Balibo                                                                | Robert Connolly        | Sao Paulo International Film Festival 2010, Brasilien                     |
| Hermano                                                               | Marcel Rasquin         | Internationales Filmfestival Moskau 2010, Russische Föderation            |
| Przez Szybe                                                           | Igor Chojna            | goEast – Festival des mittel- und osteuropäischen Films 2011, Deutschland |
| Free Radicals: A History of Experimental Film                         | Pip Chodorov           | 13th Annual San Francisco Independent Film Festival 2011, USA             |
| Taba                                                                  | Marcos Pimentel        | Mecal International Short Film Festival Barcelona 2011, Spanien           |
| Cirkus Columbia                                                       | Danis Tanovic          | Sarajevo Film Festival 2010, Bosnien & Herzegowina                        |
| Madagascar, Carnet de Voyage                                          | Bastien Dubois         | DOK Leipzig 2010, Deutschland                                             |
| Der Taktstock                                                         | Michael Wende          | Internationales Studentenfilmfestival Sehsüchte 2011, Deutschland         |
| Memee                                                                 | Evelyn Verschoore      | Anima – Brussels Cartoon and Animation Film Festival 2010, Belgien        |
| El Empleo                                                             | Santiago ‘Bou’ Grasso  | Hiroshima Kokusai Animation Festival 2010, Japan                          |
| 12 Boxkämpfer jagen Viktor Quer über den grossen Sylter Deich 140 9 / | Johann Lurf            | 25fps Film & Video Festival Zagreb 2010, Kroatien                         |
| Het Bijzondere Leven van Rocky de Vlaeminck                           | Kevin Meul             | Leuven International Short Film Festival 2010, Belgien                    |
| La Métaphore du Manioc                                                | Lionel Meta            | Amiens International Film Festival 2010, Frankreich                       |
| Swimming Pool                                                         | Alexandra Hetmerova    | Aniloque – International Animation Film Festival 2011, Ungarn             |
| V Masshtabe                                                           | Marina Moshkova        | Rencontres Cinémategraphiques de Digne-les-bains 2010, Frankreich         |
| Der präzise Peter                                                     | Martin Schmidt         | Anima Mundi Animation Festival 2010, Brasilien                            |
| Los Gritones                                                          | Roberto Pérez Toledo   | Navalcarnero Film Festival 2010, Spanien                                  |
| Don’t Go                                                              | Turgut Akaçık          | New York International Children’s Film Festival 2011, USA                 |
| Wagah                                                                 | Supriyo Sen            | Filmfestival Münster 2009, Deutschland                                    |
| Marcel the Shell with Shoes On                                        | Dean Fleischer Camp    | New York International Children’s Film Festival 2011, USA                 |
| Seppi und Hias – Bayerisch-Türkische Lausbubengeschichten             | Beispiel               | Deutschland 2010 (außer Konkurrenz)                                       |
| Crazy in Love                                                         | Ali Hakim, Peter Oldak | Deutschland 2010 (außer Konkurrenz)                                       |
| Halbe Portionen                                                       | Martin Busker          | Deutschland 2010 (außer Konkurrenz)                                       |

## Filmprogramm 2012
FFFGewinner: Broderskab, Spielfilm 94 Min., Dänemark 2009 / Las Palmas, Spielfilm 13:30 Min., Schweden 2011
| Film                               | Regie                                                            | Publikumspreis                                                        |
| ---------------------------------- | ---------------------------------------------------------------- | --------------------------------------------------------------------- |
| Gromozeka                          | Vladimir Kott                                                    | Filmfestival Cottbus, Deutschland                                     |
| El Lugar Más Pequeno               | Tatiana Huezo Sánchez                                            | Documenta Madrid – International Madrid Documentary Festival, Spanien |
| Kret                               | Rafael Lewandowski                                               | Arras Film Festival, Frankreich                                       |
| Broderskab                         | Nicolo Donato                                                    | Llamale H Montevideo/Cine/Diversidad, Uruguay                         |
| Punk’s Not Dead                    | Vladimir Blaževski                                               | Sofia International Film Festival, Bulgarien                          |
| Aglaée                             | Rudi Rosenberg                                                   | NexT international Short and Medium Length Film Festival, Rumänien    |
| Junior                             | Julia Ducournau                                                  | Premiers Plans Film Festival, Frankreich                              |
| Mwansa the Great                   | Rungano Nyoni                                                    | Austin Film Festival, USA                                             |
| Las Pelotas                        | Chris Niemeyer                                                   | La Boca del Lobo International Short Film Festival Madrid, Spanien    |
| Gangsterläufer                     | Christian Stahl                                                  | Internationales Filmwochenende Würzburg, Deutschland                  |
| 80 Eguean                          | Jon Garaño, José Marí Goenaga                                    | Mix Brasil Rio & Sao Paulo, Brasilien                                 |
| Tvillingen / The Twin              | Gustav Danielsson                                                | Uppsala International Short Film Festival, Schweden                   |
| Asmaa                              | Amr Salama                                                       | Internationales Filmfestival Freiburg, Schweiz                        |
| 3 Dni Wolnosci / 3 Days of Freedom | Łukasz Borowski                                                  | Era New Horizons International Film Festival, Polen                   |
| Supercargo                         | Christoph Arge Schwarz                                           | Vienna Independent Shorts, Österreich                                 |
| De l’encre / Ink                   | Mohamed Bourokba, Ekoué Labitey                                  | Cinema Tout Ecran, Schweiz                                            |
| The Making of Longbird             | Will Anderson                                                    | Giraf7 Animation Festival, Kanada                                     |
| Heimatland                         | Marius Portmann, Andrea Schneider, Fabio Friedli, Loretta Arnold | Fantoche Animationsfilmfestival, Schweiz                              |
| Fratzengulasch (Die Vögel)         | Timo Schierhorn, Katharina Duve                                  | Internationale Kurzfilmtage Oberhausen, Deutschland                   |
| The Man Who Lived on His Bike      | Guillaume Blanchet                                               | Francophone Film Festival of Kalamazoo, USA                           |
| The Centrifuge Brain Project       | Till Nowak                                                       | Filmfestival Münster, Deutschland                                     |
| Luminaris                          | Juan Pablo Zaramella                                             | Festival d’Animation Annecy, Frankreich                               |
| Koyaa the Extraordianary           | Kolja Saksida                                                    | Animateka International Animation Film Festival, Slowenien            |
| A Morning Stroll                   | Grant Ochard                                                     | Anima – Cartoon & Animationsfilm Festival Brussels, Belgien           |
| From Dad to Son                    | Nils Knoblich                                                    | goEast – Festival des mittel- und osteuropäischen Films, Deutschland  |
| Las Palmas                         | Johannes Nyholm                                                  | Encounters Short Film and Animation Festival Bristol, Großbritannien  |
| Skallamann                         | Maria Bock                                                       | Milano Film Festival, Italien                                         |

## Filmprogramm 2013
| Film                        | Regie                           | Publikumspreis                                                         |
| --------------------------- | ------------------------------- | ---------------------------------------------------------------------- |
| The Forgotten Kingdom       | Andrew Mudge                    | Sarasota Film Festival, USA                                            |
| Virgem Margarida            | Licínio Azevedo                 | Amiens International Film Festival, Frankreich                         |
| Die Brücke am Ibar          | Michaela Kezele                 | Arras International Film Festival, Frankreich                          |
| Mía                         | Javier Van de Couter            | Puerto Rico Queer Film Festival, Puerto Rico                           |
| Bekas                       | Karzan Kader                    | Dubai International Film Festival, VAE                                 |
| Nach Wriezen                | Daniel Abma                     | DocuDays UA Kiew, Ukraine                                              |
| Kapringen                   | Tobias Lindholm                 | Göteborg International Film Festival, Schweden                         |
| Out in the Dark             | Michael Mayer                   | Sidney International Queer Film Festival, Australien                   |
| Play                        | Ruben Ôstlund                   | Tromsø Internasjonale Filmfestival, Norwegen                           |
| Zaytoun                     | Eran Riklis                     | Toronto International Film Festival, Kanada                            |
| Mein Großvater Wolfgang     | Hannes Schilling                | Kurzsüchtig – Das Leipziger Kurzfilmfestival, Deutschland              |
| Oh Willy                    | Emma de Swaef, Marc James Roels | Animafest Zagreb, Kroatien                                             |
| Felix                       | Anselm Belser                   | Internationales Kurzfilm-Festival Hamburg, Deutschland                 |
| La Nuit de l’ours           | Frédéric & Samuel Guillaume     | Internationales Festival für Animationsfilm Baden, Schweiz             |
| Mi papá es director de cine | Germán Roda                     | Festival de Cine de Tarazona y el Moncayo, Spanien                     |
| Wind                        | Robert Löbel                    | Kurzsüchtig – Das Leipziger Kurzfilmfestival, Deutschland              |
| Joghurt mit Wachs           | Gabriel Tempea                  | Vienna Independent Shorts, Österreich                                  |
| Les Filles su samedi        | Émilie Cherpitel                | Aspen Filmfest, USA                                                    |
| L’Equip petit               | Roger Gómez, Dani Resines       | El Festival Internacional de Cine para Niños (…y no tan Niños), Mexiko |

## Ausblick
Das Favourites Film Festival war in Berlin beheimatet, ist mit seinem Programm aber auch andernorts zu Gast. Das Festivalprogramm bzw. bestimmte Programmsegmente werden in Zusammenarbeit mit lokalen Kinos und Kulturinstituten sowohl in andere Länder als auch in andere deutsche Städte exportiert. 2012 war das FFF zu Gast auf dem Rocken am Brocken Festival im Harz sowie dem Royal Wedding Festival und dem Im Rausch mit Freunden Festival in Berlin. Außerdem fand eine Special Edition des Festivals an der türkischen Mittelmeerküste statt. 2013 gab erstmals eine Ausführung in Bremen, das Favourites Film Festival Bremen (FFFBremen) im City 46.

## Träger

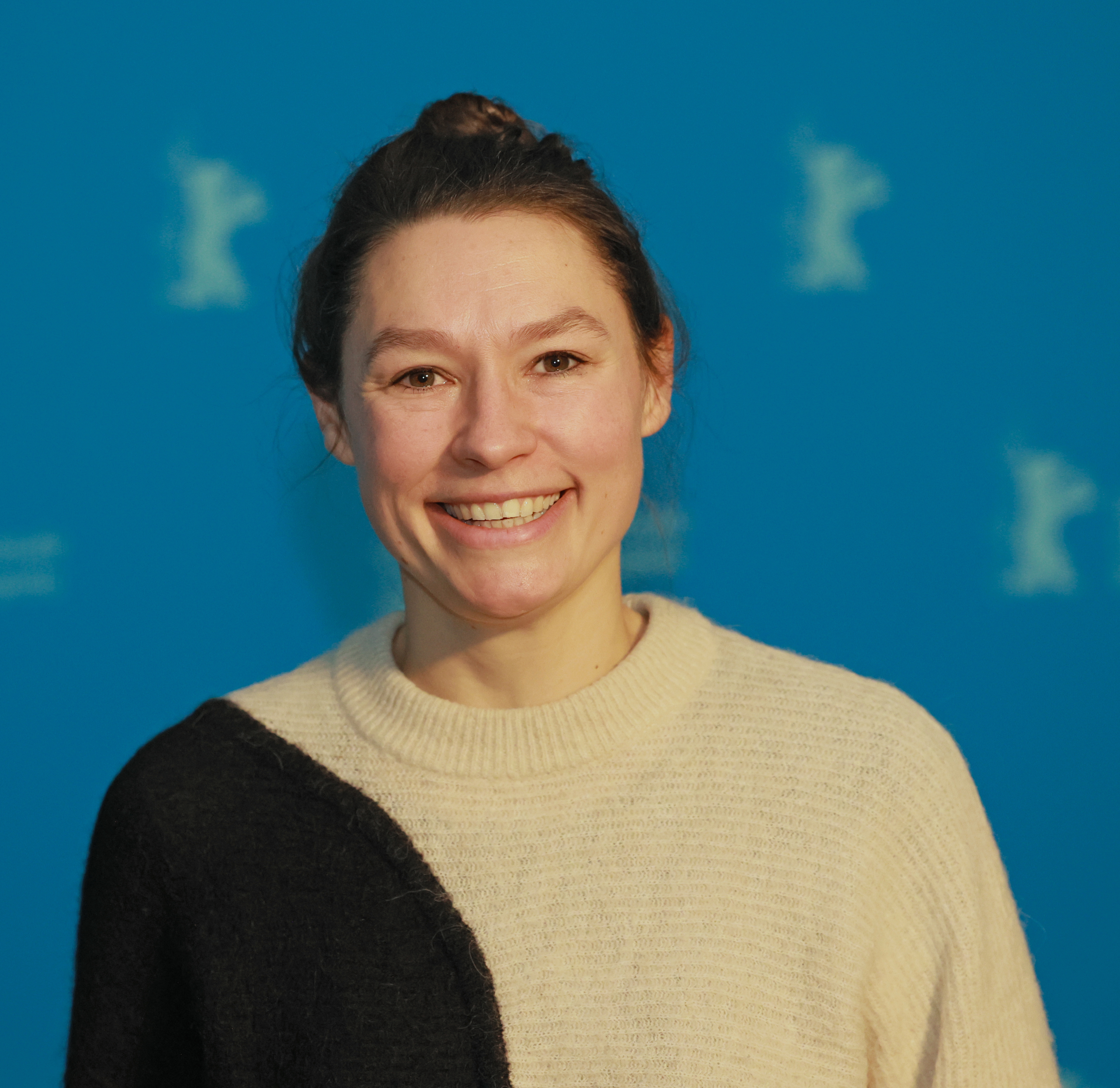
Anna Jurzik (2023)

Träger des Favourites Film Festival Berlin ist der gemeinnützige Verein Favourite Films e. V. Die Vereinsvorstände sind Anna Jurzik und Paula Syniawa, die 2010 ihren Abschluss an der HFF Potsdam, „Konrad Wolf“, in Potsdam-Babelsberg im Fach Medienwissenschaft gemacht haben.

## Preise
Am Ende des Festivals wurde ein Publikumspreis vergeben. Die Besucher des Festivals hatten über die vier Tage über ihren Lieblingsfilm abgestimmt. Der Gewinner erhielt den Favourites Film Festival Award in Höhe von 1500 Euro. Der Gewinner der Favourite Shorts Night wurde direkt in der Live-Abstimmung ermittelt und erhielt ein Preisgeld von 800 Euro.